# August L. Mayer

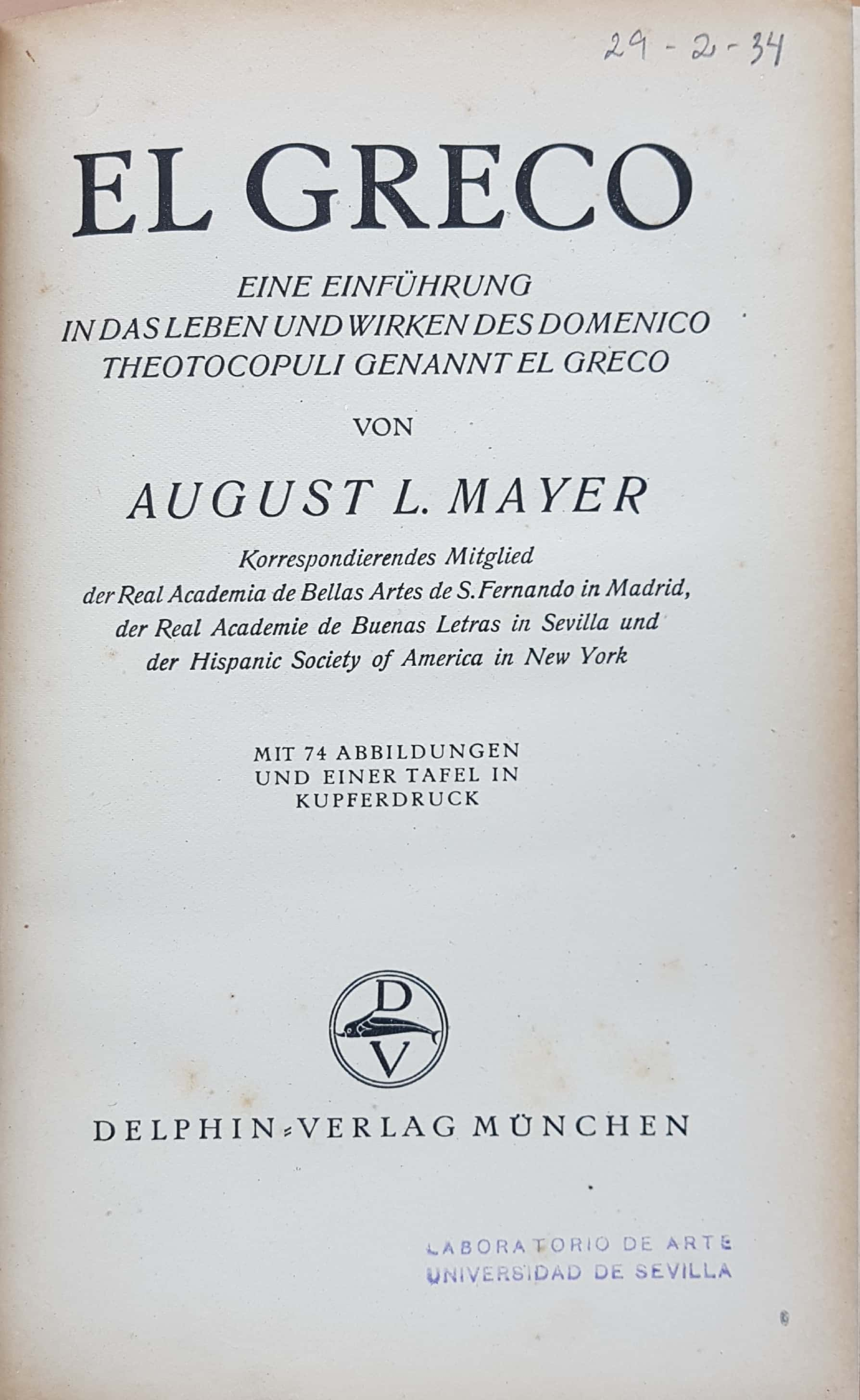
Portada de la primera monografía dedicada a El Greco en idioma alemany, obra d'Augustus L.Mayer

August Liebmann Mayer, (Griesheim, prop de Darmstadt, 27 d'octubre de 1885 - Auschwitz, probablement el 12 de març de 1944), fou un important historiador alemany de l'art, especialitzat en la pintura del Segle d'or espanyol.

## Biografia
Deixeble del suís Heinrich Wölfflin, eminent representant del corrent formalista, Mayer fou el primer en aplicar una metodologia moderna a l'estudi de la història de l'art español. D'origen jueu, va morir al camp de concentració d'Auschwitz, cinc dies després de ser deportat des del camp d'internament de Drancy.

## August L. Mayer i la pintura espanyola
La seva aportació a la Història de l'Art espanyol es importantíssima. Va viatjar per Itàlia i Espanya, estudiant i localitzant l'obra de Josep de Ribera, a qui va dedicar la seva tesi doctoral, presentada l'any 1907.
Va tornar a Espanya l'any 1908 continuant els estudis sobre la pintura valenciana, i endintsant-se en la pintura sevillana anterior a Murillo, particularment en l'obra de Juan de Roelas.També va viatjar a Granada, on va localitzar documents fonamentals per a la biografía d'Alonso Cano.
L'exposició a Múnic i a Düsseldorf de la col·lecció de Marcell Nemes, va donar a Mayer l'oportunitat de profunditzar en l'obra d'El Greco, eix d'aquesta col·lecció. Marcell Nemes es trobava en possessió d'onze pintures del pintor cretenc, set de les quals es mostraven en l'exposició, juntament amb el Laocoonte, que aleshores estaba en dipòsit al museu muniqués. Fruit d'aquests estudis, Mayer va publicar l'any 1911 la primera monografía dedicada a El Greco en idioma alemany.L'any 1911 va publicar un estudi sobre l'escola sevillana de pintura, i va organitzar a Múnic la primera mostra de pintura clàssica espanyola. Els anys 1911,1912 i 1913 fou invitat pel Ministeri d'Educació espanyol a donar cicles de conferències a Madrid. Aquesta dedicació li va valer la concessió de l'Orde d'Alfons XII.
Les seves gestions per obtenir de Marcell Nemes la cessió al Museu del Prado del quadre "Socorro de Génova por el marqués de Santa Cruz" d'Antonio de Pereda (que el propi Mayer havia identificat com a part de la sèrie de batalles per al Salón de Reinos del Palau del Buen Retiro) li van valer la concessió del Reial i Distingit Orde Espanyol de Carles III. L'any 1914 fou nomenat acadèmic de la Reial Acadèmia de Belles Arts de San Fernando.
A partir de novembre de 1919 va retornar a Espanya per supervisar l'edició de la seva història de la pintura española, i l'any 1921 va organitzar a Alemanya una exposició dedicada a El Greco, de qui va presentar l'any 1926 el catàleg crític de l'obra completa. Seguidament va preparar un catàleg de l'obra de Velázquez, i estudis varis, com els dedicats a Goya i a Gutiérrez Solana.
Després d'una campanya de difamació i del ascens al podel de la ideologia nazi, es va traslladar amb la seva dona i la seva filla a Madrid, iniciant els tràmits per obtenir la nacionalitat. Després de varis canvis de residència, va poder publicar a Londres el seu catàleg raonat de l'obra de Velàzquez, l'any 1936.

## Obres (selecció)
- Jusepe de Ribera. (Lo Spagnoletto). Tesi doctoral, 1907, Verlag Hiersemann, Leipzig 1908. Amb 59 fotogravats en blanc i negre, Leipzig, 1923.
- El Greco: eine Einführung in das Leben und Wirken des Domenico Theotocopuli genannt El Greco. Múnich, Delphin Verlag, 1911. 50 fotogravats intercalats.
- Die Sevillaner Malerschule, Klinkhardt & Biermann, Leipzig, 1911.
- Geschichte der spanischen Malerei, 2 tomos, Klinkhardt & Biermann, Leipzig 1913, 1922. Edició espanyola: Historia de la pintura española, Madrid.
- Segovia, Avila und El Eskorial. E. A. Seemann, Leipzig, 1913.
- Murillo - des Meisters Gemälde. DVA, Stuttgart-Berlín 1913.
- Kleine Velázques-Studien. Delphin Verlag, Múnich, 1913. 16 reproduccions en blanc i negre.
- Manual de Historia del Arte, volum 13 - Pintura del Renacimiento en Italia, tom 2: Malerei des 15. und 16. Jahrhtds. in Oberitalien. Erich v. d. Bercken, Berlín Neubabelsberg Athenaion, 1917
- Grünewald: Der Romantiker des Schmerzes, Múnic, Delphin-Verlag 1917.
- Expressionistische Miniaturen des deutschen Mittelalters. Múnic, Delphin Verlag 1918.
- Alt-Spanien, Müller & Rentsch Verlag, Múnic, 1921. Edició en anglès, Architecture and Applied Arts in Old Spain, Brentano, Nova York, 1921.
- Der spanische Nationalstil des Mittelalters. Leipzig, 1922.
- Mittelalterliche Plastik in Spanien. Delphin Verlag, Múnic, 1922.
- Francisco de Goya. Bruckmann, Múnic, 1922. Amb 434 il·lustracions en blanc i negre. Edició en espanyol, Labor, Barcelona-Buenos Aires, 1925; italiana, Bèrgam, 1933.
- Gotische Portalskulpturen in Spanien. Leipzig 1923.
- Spanische Barock-Plastik. Múnic, 1923.
- Diego Velazquez. Berlín 1924. Amb 115 reproduccions en blanc i negre.
- Dominico Theotocopuli El Greco: Kritisches und illustriertes Verzeichnis d. Gesamtwerkes. F. Hanfstaengl, Múnich, 1926.
- La pintura española. Labor, Artes Plásticas 73-74, Barcelona-Buenos Aires, 1926.
- Gotik in Spanien. Leipzig 1928, ed. espanyola: El estilo gótico en España, Espasa-Calpe, Madrid-Barcelona, 1929.
- El Greco. Klinhardt & Biermannm, Berlín, 1931. Amb 122 fotogravats en blanc i negre.
- El estilo románico en España, Espasa-Calpe, Madrid-Barcelona, 1931.
- Velázquez: a catalogue raisonné of the Pictures and Drawings. Faber and Faber, Limited, Londres, 1936, amb 399 reproduccions el 198 làmines.
- Velázquez, Éditions Pierre Tisné, París, 1940; edició en castellà, Kramer, Buenos Aires, 1940; edició en anglès, Nueva York, 1940.